# 布兰科·布尔诺维奇
布兰科·布尔诺维奇（1967年8月8日—），黑山男子足球运动员，场上位置是中场。他曾代表南联盟参加1998年国际足联世界杯，结果队伍止步十六强赛。